# Ганс-Йоахім Гессе
Ганс-Йоахім Гессе (нім. Hans-Joachim Hesse; 18 січня 1906, Норден — 12 лютого 1943, Атлантичний океан) — німецький офіцер-підводник, фрегаттен-капітан крігсмаріне.

## Біографія
В 1925 році вступив на флот. З липня 1939 року — 1-й артилерійський офіцер легкого крейсера «Кенігсберг». З квітня 1940 року — командир 504-го дивізіону морської артилерії. В жовтні 1940 року перейшов у підводний флот. З 5 липня по 24 листопада 1941 року — командир підводного човна U-654, з 21 березня 1942 року — U-442, на якому здійснив 2 походи (разом 116 днів у морі). 12 лютого 1943 року U-442 був потоплений в Північній Атлантиці західніше мису святого Вікентія (37°32′ пн. ш. 11°56′ зх. д.) глибинними бомбами британського патрульного літака «Хадсон». Всі 48 членів екіпажу загинули.
Всього за час бойових дій потопив 4 кораблі загальною водотоннажністю 25 417 тонн.
| Дата             | Назва корабля   | Тип               | Тоннаж | Вантаж | Екіпаж | Загинули | Країна             | Конвой |
| ---------------- | --------------- | ----------------- | ------ | --- | ------ | -------- | ------------------ | ------ |
| 25 вересня 1942  | Empire Bell     | Торговий пароплав | 1,744  | 1832 тонн вугілля                                                                                                | 37     | 10       | Британська імперія | UR-42  |
| 4 листопада 1942 | Hatimura        | Торговий пароплав | 6,690  | 8950 тонн генеральних вантажів, у тому числі 200 тонн тротилу, 250 тонн пороху і 300 тонн запалювальних бомб     | 90     | 4        | Британська імперія | SC-107 |
| 9 січня 1943     | Empire Lytton   | Паровий танкер    | 9,807  | 12 500 тонн авіаційного бензину                                                                                  | 48     | 15       | Британська імперія | TM-1   |
| 27 січня 1943    | Julia Ward Howe | Торговий пароплав | 7,176  | 8000 тонн військових матеріалів, у тому числі 60 танків, продукти харчування, сигарети, одяг і 4 вагони-цистерни | 74     | 4        | США                | UGS-4  |

## Звання
- Фенріх-цур-зее (1 квітня 1927)
- Лейтенант-цур-зее (1 жовтня 1929)
- Оберлейтенант-цур-зее (1 липня 1931)
- Капітан-лейтенант (1 жовтня 1935)
- Корветтен-капітан (1 лютого 1940)
- Фрегаттен-капітан (1 лютого 1943)

## Нагороди
- Медаль «За вислугу років у Вермахті» 4-го і 3-го класу (12 років)
- Залізний хрест
  - 2-го класу (14 травня 1940)
  - 1-го класу (січень 1943)
- Нагрудний знак флоту (9 жовтня 1942)
- Нагрудний знак підводника (17 листопада 1942)